# قیفک زبره سومالی
قیفک زبره سومالی (نام علمی: Conasprella somalica) نام یک گونه از سرده قیفک‌های زبره است.